# Texmola
Texmola är en ort i Mexiko.   Den ligger i kommunen Mariano Escobedo och delstaten Veracruz, i den sydöstra delen av landet, 210 km öster om huvudstaden Mexico City. Texmola ligger 2 850 meter över havet och antalet invånare är 1 581.
Terrängen runt Texmola är bergig åt nordost, men åt sydväst är den kuperad. Runt Texmola är det tätbefolkat, med 411 invånare per kvadratkilometer. Närmaste större samhälle är Orizaba, 18,0 km sydost om Texmola. I omgivningarna runt Texmola växer i huvudsak städsegrön lövskog.